# Gagea alexii
Gagea alexii là một loài thực vật có hoa trong họ Liliaceae. Loài này được Ali & Levichev mô tả khoa học đầu tiên năm 2007.